# Montage AV
Montage AV – Zeitschrift für Theorie und Praxis audiovisueller Kommunikation erscheint seit 1992 zweimal jährlich. Jedes Heft behandelt ein Schwerpunktthema.

## Beschreibung
Nach eigener Aussage beschäftigt sich Montage AV „mit den wissenschaftlichen Herausforderungen einer sich wandelnden Mediengesellschaft, der Theorie und Geschichte audiovisueller Kommunikation, insbesondere von Film und Fernsehen, der Diskussion neuer, richtungsweisender Forschungsansätze, den Spezialproblemen zentraler Forschungsbereiche, der interdisziplinären Theoriebildung und den Problemen einer modernen Medienausbildung.“
Seit der ersten Ausgabe, in der Aufsätze der bekannten Filmwissenschaftler David Bordwell und Jacques Aumont in deutscher Übersetzung präsentiert wurden, legt Montage AV Wert auf die Übersetzung film- und fernsehwissenschaftlicher Artikel. Das gilt sowohl für neue Beiträge wie auch für historische Texte. Durch Montage AV wurden bis dato weithin unbekannte Arbeiten aus der französischen Filmologie auf Deutsch zugänglich.
Zu den bisherigen Schwerpunktthemen der Zeitschrift gehörten unter anderem: Populärkultur (2/1/1993), Intertextualität (2/2/1993), Spannung (2/2/1993), NS-Film (3/2/1994), Fernsehen (4/1, 4/2/1995, 10/1/2001, 14/1/2005, 21/1/2012), Cultural Studies (6/1/1997), Stars (6/2/1997 und 7/1/1998), Gebrauchsfilm (14/2/2005, 15/1/2006), Animationsfilm (22/2/2013), Politik (23/2/2014), Choreografie (24/2/2015), Arabischer Film (26/2/2017), Filmfarben (2/2020) und historische Rezeption (2/2021).
Herausgeber ist die Gesellschaft für Theorie und Geschichte audiovisueller Kommunikation e.V.; Redakteure und Redakteurinnen sind derzeit: Christine Noll Brinckmann, Evelyn Echle, Britta Hartmann, Frank Kessler, Guido Kirsten, Kristina Köhler, Stephen Lowry, Laura Katharina Mücke, Jörg Schweinitz, Chris Tedjasukmana, Patrick Vonderau, Hans Jürgen Wulff.